# Suomusjärvi
Suomusjärvi este o fostă comună din Finlanda.